# Новолоцкий, Максим Владимирович
Максим Владимирович Новолоцкий (род. 27 марта 1972, СССР) — российский дзюдоист, призёр чемпионата России, мастер спорта России, судья всероссийской категории, тренер высшей категории. Окончил Красноярский государственный университет по специальности «Физическая культура и спорт». Работает тренером преподавателем в специализированной детско-юношеской спортивной школе олимпийского резерва имени Бувайсара Сайтиева.

## Спортивные результаты
- Чемпионат России по дзюдо 1995 года — ;